# (2094) Магнитка
(2094) Магнитка (лат. Magnitka) — типичный астероид главного пояса, открыт 12 октября 1971 года в Крымской астрофизической обсерватории студентом-практикантом Вячеславом Пиксаевым и 1 апреля 1980 года назван в честь города Магнитогорска.

## Обнаружение и именование
(2094) Магнитка
Открыт 12 октября 1971 года в Крымской астрофизической обсерватории.
Назван в честь города Магнитогорска, одного из крупнейших центров металлургии в СССР.
Оригинальный текст (англ.)2094 Magnitka
Discovered 1971 Oct. 12 at the Crimean Astrophysical Observatory.
Named for the town of Magnitogorsk, one of the largest centers of metallurgy in the U.S.S.R.
Источник: M.P.C. 5282.

## Орбита

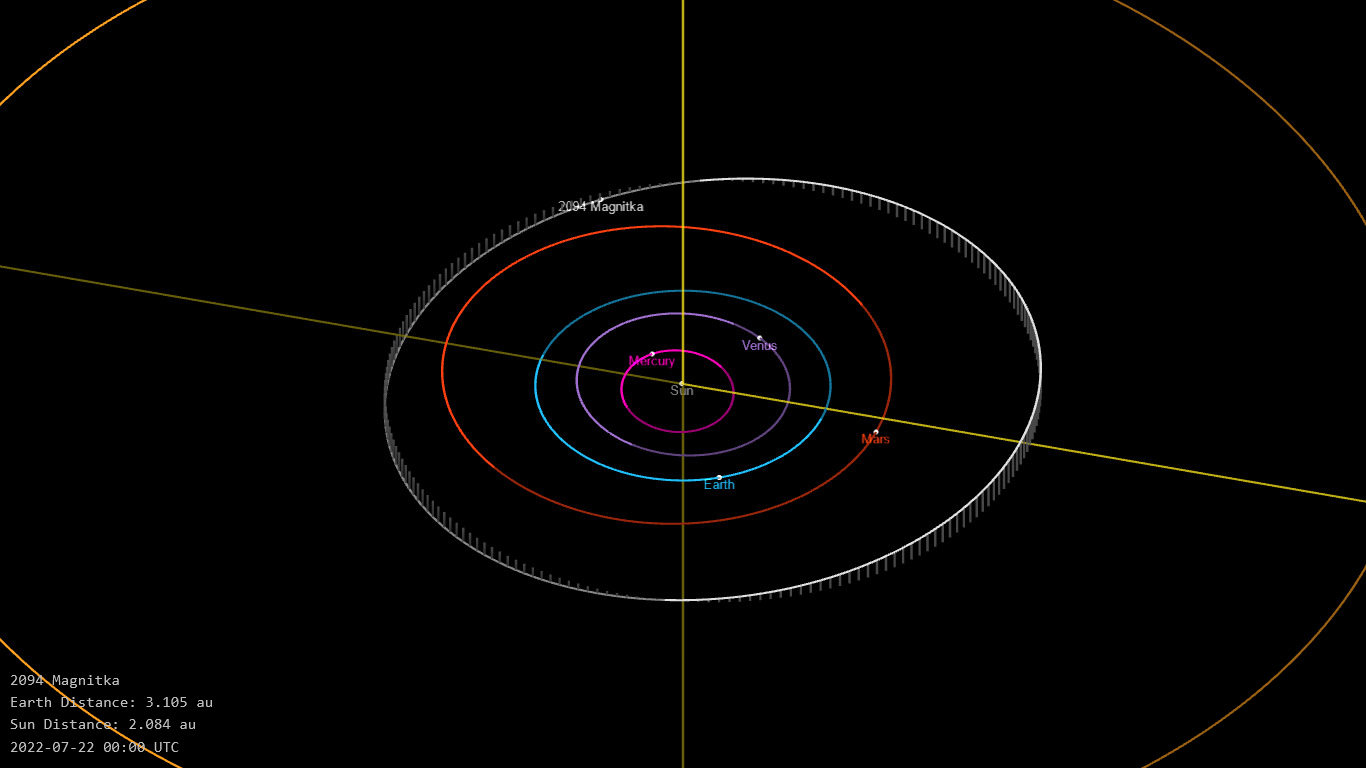
Орбита астероида Магнитка и его положение в Солнечной системе

## Физические характеристики
Из наблюдений системы Asteroid Terrestrial-impact Last Alert System следует, что астероид относится к таксономическому классу S.
По результатам наблюдений в инфракрасном диапазоне орбитальной обсерватории IRAS и спутника Akari и наблюдений в видимом и ближнем инфракрасном диапазоне космического телескопа NEOWISE диаметр астероида сначала оценивался равным 12,69±1,1 км, позже — 12,053±0,055 км, 9,91±0,58 км, 12,58±1,04 км, 12,167 км, 9,98±2,45 км, 10,121±0,408 км. Согласно тем же источникам альбедо оценивается как 0,1739±0,035, 0,1278±0,0129, 0,285±0,036, 0,194±0,042, 0,1204, 0,29±0,12 и 0,132±0,025.